# ヒュギエイア
ヒュギエイア（古希: Ὑγίεια, Hygieia）は、ギリシア神話に登場する女神で、健康の維持や衛生を司る。ローマ神話ではサルース（ラテン語: Salus）の名で呼ばれる。
小惑星帯にあるヒギエアの由来である。
医術の祖アポローンの子である医神アスクレーピオスの娘で、古くはアスクレーピオス信仰において父神の脇侍として信仰された。父神と同様に一匹の蛇を従えた若い女性として絵画に表されることが多く、薬か水を入れたと思しき壺（または杯）を携えていることもある。この蛇と杯をモチーフにした「ヒュギエイアの杯」が薬学のシンボルに用いられることが多い。
アスクレーピオス信仰が広がるにつれてヒュギエイアに対する信仰も強くなり、女性神格であったことも影響して後には女性の健康を守る神、特にいわゆる婦人病に関しては大きな権能を持つとされ、当時の女性の間に彼女の絵姿や小さな彫像を髪飾りにすることなどが流行した。
また、この他にもヘスペリデスの中にも同名の女神がいる。
ヒュギエイアの名はギリシア語で健康を意味する。英語のhygiene（清潔、衛生）の語源とされる。

## サルース
ローマ神話において、サルース (en) は健康と繁栄をもたらす女神として崇敬され、紀元前302年にはローマの七丘の1つ、クゥイリーナーリスの丘に神殿が建てられた。